# 中島麻実
中島 麻実（なかじま まみ、1972年6月30日 - ）は、日本の女性声優。東京都出身。

## 人物
以前はアーツビジョンに所属していた。
趣味・特技はジャズダンス、クラシックバレエ、タップダンス。
資格は普通自動車免許、高等学校第1種（地歴公民）、教員免許。

## 出演作品
※太字はメインキャラクター。

### テレビアニメ
1998年
- 時空探偵ゲンシクン（神宮寺レイ、ゆき、ラルド、コメット）
- ふしぎなメルモ（リニューアル版）（女将校、マル子、チャ子、イケハラ、子分、おばさん）

1999年
- サイボーグクロちゃん（ニャンニャンアーミー5号、鉄平）
- ぶぶチャチャ（ポロロン）

2001年
- だいすき!ぶぶチャチャ（リンダ、ポロロン）
- RAVE（クレア・マルチーズ）

2002年
- Witch Hunter ROBIN（真崎瞳子）

2003年
- 時空冒険記ゼントリックス（シルバー05）

### OVA
- がぁーでぃあんHearts（レム）
- Ninja者（マツリ）

### ゲーム
- NOëL NOT DiGITAL（学生）
- 爆走デコトラ伝説～男一匹夢街道～（大森恵）
- アークス・ファタリス 日本語版 (フローレンス)

### ドラマCD
- がぁーでぃあんHearts（友人B）